# Riven' čornoho
Riven' čornoho (in ucraino Рівень чорного?) è un film del 2017 diretto da Valentyn Vasjanovyč. È il film rappresentante l'Ucraina nella corsa all'Oscar al miglior film straniero 2018, senza venire candidato. Si è classificato 95–100º nella lista dei 100 migliori film nella storia del cinema ucraino stilata nel 2021 dal Centro Nazionale Oleksandr Dovženko.

## Trama
Kostya, un fotografo di matrimoni, vive una crisi di mezza età dopo che suo padre rimane paralizzato a causa di un ictus e la sua ragazza lo lascia.